# Daniel Feuerriegel
Daniel Gregory Feuerriegel (ur. 29 października 1981 w Sydney) – australijski aktor telewizyjny i filmowy. Dorastał w Nowej Południowej Walii. W 1998 ukończył Villanova College, katolicką uczelnię znajdującą się na przedmieściach Brisbane, w stanie Queensland. W 2002 ukończył studia na wydziale dramatu przy Queensland University of Technology w Brisbane. Grał na australijskiej scenie w takich przedstawieniach jak Królowa piękności z Leenane, Rent czy Trzy siostry. Trafił przed kamery w kontrowersyjnym dramacie krótkometrażowym Boys Grammar (2005) u boku Jaia Courtneya. Później przeniósł się do Los Angeles.

## Wybrana filmografia

### Filmy fabularne
- 2005: Boys Grammar jako Ben
- 2005: Small Claims: White Wedding jako Brendan Rigby
- 2018: Pacific Rim: Rebelia jako porucznik Allan Gronetti

### Seriale TV
- 2006: Córki McLeoda (Mcleod's Daughters) jako Leo Coombes
- 2006: Cena życia jako Cameron 'Indy' Jones
- 2008: Zatoka serc (Home and Away) jako Gavin Johnson
- 2009: Cena życia jako Brendan
- 2010-2013: Spartakus: Krew i piach jako Agron
- 2011: Szczęśliwy los (Winners & Losers) jako Jake Peters
- 2015: Agenci T.A.R.C.Z.Y. jako Spud
- 2017: Chicago Fire jako Will Tucker
- 2018: Agenci NCIS: Los Angeles jako Angus Reeves